# Чемпионат России по тяжёлой атлетике 2014
23-й Чемпионат России по тяжёлой атлетике проходил в Грозном с 18 по 25 августа 2014 года.

## Медалисты

### Мужчины
| Дисциплины   | Золото                                                 | Золото    | Серебро                                                | Серебро   | Бронза                              | Бронза |
| 56 кг        | 56 кг                                                  | 56 кг     | 56 кг                                                  | 56 кг     | 56 кг                               | 56 кг  |
| ------------ | ------------------------------------------------------ | --------- | ------------------------------------------------------ | --------- | ----------------------------------- | ------ |
| Рывок        | Александр Краснов Москва                               | 114 кг    | Геннадий Зыков Московская область, Ульяновская область | 113 кг    | Олег Мусохранов Кемеровская область | 110 кг |
| Толчок       | Геннадий Зыков Московская область, Ульяновская область | 135 кг    | Олег Мусохранов Кемеровская область                    | 130 кг    | Александр Краснов Москва            | 125 кг |
| Сумма        | Геннадий Зыков Московская область, Ульяновская область | 248 кг    | Олег Мусохранов Кемеровская область                    | 240 кг    | Александр Краснов Москва            | 239 кг |
| 62 кг        |                                                        |           |                                                        |           |                                     |        |
| Рывок        | Павел Суханов Московская область, Оренбургская область | 125 кг    | Асали Абдулгашумов Москва, Дагестан                    | 120 кг    | Хегани Исмаилов Москва, Дагестан    | 118 кг |
| Толчок       | Хегани Исмаилов Москва, Дагестан                       | 153 кг    | Павел Суханов Московская область, Оренбургская область | 150 кг    | Асали Абдулгашумов Москва           | 150 кг |
| Сумма        | Павел Суханов Московская область, Оренбургская область | 275 кг    | Хегани Исмаилов Москва, Дагестан                       | 271 кг    | Асали Абдулгашумов Москва, Дагестан | 270 кг |
| 69 кг        |                                                        |           |                                                        |           |                                     |        |
| Рывок        | Феликс Халибеков Санкт-Петербург                       | 140 кг    | Александр Мышов Химки                                  | 133 кг    | Тимур Орликов Ростов-на-Дону        | 131 кг |
| Толчок       | Феликс Халибеков Санкт-Петербург                       | 166 кг    | Александр Мышов Химки                                  | 165 кг    | Тимур Орликов Ростов-на-Дону        | 158 кг |
| Сумма        | Феликс Халибеков Санкт-Петербург                       | 306 кг    | Александр Мышов Химки                                  | 298 кг    | Тимур Орликов Ростов-на-Дону        | 289 кг |
| 77 кг        |                                                        |           |                                                        |           |                                     |        |
| Рывок        | Арсен Бораганов Бабаюрт                                | 160 кг    | Мухамад Хибалов Грозный                                | 157 кг    | Виктор Гетц Белореченск             | 155 кг |
| Толчок       | Мухамад Хибалов Грозный                                | 190 кг    | Виктор Гетц Белореченск                                | 186 кг    | Арсен Бораганов Бабаюрт             | 185 кг |
| Сумма        | Мухамад Хибалов Грозный                                | 347 кг    | Арсен Бораганов Бабаюрт                                | 345 кг    | Виктор Гетц Белореченск             | 341 кг |
| 85 кг        |                                                        |           |                                                        |           |                                     |        |
| Рывок        | Артём Окулов Чусовой                                   | 173 кг    | Алексей Юфкин Саранск                                  | 166 кг    | Дмитрий Петров                      | 160 кг |
| Толчок       | Дмитрий Петров                                         | 201 кг    | Алексей Юфкин Саранск                                  | 200 кг    | Артём Окулов Чусовой                | 200 кг |
| Сумма        | Артём Окулов Чусовой                                   | 373 кг    | Алексей Юфкин Саранск                                  | 366 кг    | Дмитрий Петров                      | 361 кг |
| 94 кг        |                                                        |           |                                                        |           |                                     |        |
| Рывок        | Адам Малигов Чечня                                     | 178 кг    | Ринат Киреев Башкортостан                              | 175 кг    | Максим Миронов Москва               | 165 кг |
| Толчок       | Адам Малигов Чечня                                     | 219 кг    | Ринат Киреев Башкортостан                              | 219 кг    | Максим Миронов Москва               | 212 кг |
| Сумма        | Адам Малигов Чечня                                     | 397 кг    | Ринат Киреев Башкортостан                              | 394 кг    | Максим Миронов Москва               | 377 кг |
| 105 кг       |                                                        |           |                                                        |           |                                     |        |
| Рывок        | Василий Половников Москва                              | 190 кг    | Максим Шейко Холмск                                    | 187 кг    | Давид Беджанян Солнечнодольск       | 185 кг |
| Толчок       | Давид Беджанян Солнечнодольск                          | 241 кг    | Максим Шейко Холмск                                    | 229 кг    | Василий Половников Москва           | 226 кг |
| Сумма        | Давид Беджанян Солнечнодольск                          | 426 кг    | Василий Половников Москва                              | 416 кг    | Максим Шейко Холмск                 | 416 кг |
| свыше 105 кг |                                                        |           |                                                        |           |                                     |        |
| Рывок        | Чингиз Могушков Чечня                                  | 213 кг NR | Алексей Ловчев Москва                                  | 212 кг NR | Дмитрий Лапиков Москва              | 201 кг |
| Толчок       | Алексей Ловчев Москва                                  | 256 кг    | Чингиз Могушков Чечня                                  | 241 кг    | Дмитрий Лапиков Москва              | 235 кг |
| Сумма        | Алексей Ловчев Москва                                  | 468 кг NR | Чингиз Могушков Чечня                                  | 454 кг    | Дмитрий Лапиков Москва              | 436 кг |

### Женщины
| Дисциплины  | Золото                       | Золото | Серебро                          | Серебро | Бронза                           | Бронза |
| 48 кг       | 48 кг                        | 48 кг  | 48 кг                            | 48 кг   | 48 кг                            | 48 кг  |
| ----------- | ---------------------------- | ------ | -------------------------------- | ------- | -------------------------------- | ------ |
| Рывок       | Яна Мохина Москва, Татарстан | 70 кг  | Екатерина Власова Москва         | 70 кг   | Любовь Иноходова Москва, Чувашия | 69 кг  |
| Толчок      | Яна Мохина Москва, Татарстан | 95 кг  | Любовь Иноходова Москва, Чувашия | 92 кг   | Екатерина Власова Москва         | 87 кг  |
| Сумма       | Яна Мохина Москва, Татарстан | 165 кг | Любовь Иноходова Москва, Чувашия | 161 кг  | Екатерина Власова Москва         | 157 кг |
| 53 кг       |                              |        |                                  |         |                                  |        |
| Рывок       | Елена Сухарь Тарко-Сале      | 83 кг  | Алина Мухлынина Воронеж          | 78 кг   | Елена Бишкирс Ленинск-Кузнецкий  | 70 кг  |
| Толчок      | Елена Сухарь Тарко-Сале      | 110 кг | Алина Мухлынина Воронеж          | 95 кг   | Елена Бишкирс Ленинск-Кузнецкий  | 92 кг  |
| Сумма       | Елена Сухарь Тарко-Сале      | 193 кг | Алина Мухлынина Воронеж          | 173 кг  | Елена Бишкирс Ленинск-Кузнецкий  | 162 кг |
| 58 кг       |                              |        |                                  |         |                                  |        |
| Рывок       | Елена Шадрина                | 100 кг | Елена Лябина                     | 86 кг   | Елена Стародубцева               | 83 кг  |
| Толчок      | Елена Шадрина                | 123 кг | Елена Лябина                     | 105 кг  | Елена Стародубцева               | 100 кг |
| Сумма       | Елена Шадрина                | 223 кг | Елена Лябина                     | 191 кг  | Елена Стародубцева               | 183 кг |
| 63 кг       |                              |        |                                  |         |                                  |        |
| Рывок       | Надежда Лихачёва Москва      | 109 кг | Наталья Хлёсткина Чебоксары      | 108 кг  | Надежда Ломова Москва            | 107 кг |
| Толчок      | Наталья Хлёсткина Чебоксары  | 136 кг | Надежда Лихачёва Москва          | 135 кг  | Надежда Ломова Москва            | 123 кг |
| Сумма       | Наталья Хлёсткина Чебоксары  | 244 кг | Надежда Лихачёва Москва          | 244 кг  | Надежда Ломова Москва            | 230 кг |
| 69 кг       |                              |        |                                  |         |                                  |        |
| Рывок       | Тима Туриева Химки           | 115 кг | Ольга Афанасьева Челябинск       | 109 кг  | Татьяна Матвеева Санкт-Петербург | 95 кг  |
| Толчок      | Тима Туриева Химки           | 148 кг | Татьяна Матвеева Санкт-Петербург | 131 кг  | Ольга Афанасьева Челябинск       | 130 кг |
| Сумма       | Тима Туриева Химки           | 263 кг | Ольга Афанасьева Челябинск       | 239 кг  | Татьяна Матвеева Санкт-Петербург | 226 кг |
| до 75 кг    |                              |        |                                  |         |                                  |        |
| Рывок       | Надежда Евстюхина            | 125 кг | Надежда Овчинникова Курск        | 101 кг  | Виктория Семёнова Железногорск   | 94 кг  |
| Толчок      | Надежда Евстюхина            | 155 кг | Виктория Семёнова Железногорск   | 128 кг  | Надежда Овчинникова Курск        | 120 кг |
| Сумма       | Надежда Евстюхина            | 280 кг | Виктория Семёнова Железногорск   | 222 кг  | Надежда Овчинникова Курск        | 221 кг |
| свыше 75 кг |                              |        |                                  |         |                                  |        |
| Рывок       | Юлия Коновалова Москва       | 120 кг | Людмила Анина Москва             | 110 кг  | Татьяна Гончарова Липецк         | 106 кг |
| Толчок      | Юлия Коновалова Москва       | 150 кг | Людмила Анина Москва             | 141 кг  | Татьяна Гончарова Липецк         | 129 кг |
| Сумма       | Юлия Коновалова Москва       | 270 кг | Людмила Анина Москва             | 251 кг  | Татьяна Гончарова Липецк         | 235 кг |

## Командный зачёт

### Мужчины
1. Москва — 8 участников, 596 очков;
2. Кабардино-Балкария — 7 участников, 438 очков;
3. Краснодарский край — 7 участников, 361 очко.

### Женщины
1. Москва — 7 участниц, 533 очка;
2. Башкортостан — 7 участниц, 317 очков;
3. Московская область — 5 участниц, 289 очков.

## Рекорды
В ходе соревнований были установлены 3 рекорда России в категории свыше 105 кг. Сначала Алексей Ловчев вырвал штангу весом 212 кг. Но рекорд продержался всего несколько минут: Чингиз Могушков в своём подходе вырвал 213 кг. Алексей Ловчев установил рекорд в сумме двоеборья — 468 кг.